# Großsteingräber bei Oster-Ohrstedt
Die Großsteingräber bei Oster-Ohrstedt waren zwei megalithische Grabanlagen der jungsteinzeitlichen Nordgruppe der Trichterbecherkultur bei Oster-Ohrstedt im Kreis Nordfriesland in Schleswig-Holstein. Sie tragen die Fundplatznummern Oster-Ohrstedt LA 2 und 3.

## Beschreibung

### Grab LA 2
Die Anlage besaß ein längliches Hünenbett, das sich Mitte des 20. Jahrhunderts noch als deutlich sichtbare Erhöhung im Gelände abzeichnete. Zur Orientierung und den Maßen des Hügels liegen keine Angaben vor. An der Südwestecke wurden einige Stücke verbrannten Feuersteins gefunden, die wohl vom Bodenpflaster einer zerstörten Grabkammer stammen.

### Grab LA 3
Die Anlage besaß ein ost-westlich orientiertes längliches Hünenbett, das sich Mitte des 20. Jahrhunderts noch als deutlich sichtbare Erhöhung im Gelände abzeichnete. Zu den Maßen des Hügels liegen keine Angaben vor. Am westlichen Ende wurden zahlreiche Stücke verbrannten Feuersteins gefunden, die vom Bodenpflaster einer zerstörten Grabkammer stammen. Laut Aussage eines Bauern wurden an dieser Stelle auch zwei große Findlinge geborgen und zu Baumaterial verarbeitet.